# Регіони МСЕ

Регіони МСЕ та лінії розмежування між ними.
Регіон 1
Регіон 2
Регіон 3

Міжнародна спілка електрозв'язку (англ. International Telecommunication Union) у своєму Регламенті міжнародного радіозв’язку ділить світ на три регіони МСЕ з метою управління глобальним радіочастотним спектром. Кожен регіон має власний набір розподілу частот, що є основною причиною визначення регіонів.

## Межі
- Регіон 1 охоплює Європу, Африку, Співдружність Незалежних Держав, Монголію та Близький Схід на захід від Перської затоки, включаючи Ірак.
  - Західна межа визначається лінією В.
- Регіон 2 охоплює Америку, включаючи Гренландію, і деякі острови східної частини Тихого океану.
  - Східна межа визначається лінією В.
- Регіон 3 містить більшу частину Азії поза межами колишнього Радянського Союзу на схід від і включаючи Іран та більшу частину Океанії.

Лінії:
- Лінія B — лінія, що проходить від Північного полюса вздовж меридіана 10° на захід від Гринвіча до його перетину з паралеллю 72° на північ; звідти по дузі великого кола до перетину меридіана 50° західної довготи та паралелі 40° північної широти; звідти дугою великого кола до перетину меридіана 20° на захід і паралелі 10° на південь; звідти вздовж меридіана 20° на захід до Південного полюса.[1]

## Зовнішні посилання
- Карта 2006 року, на якій показано три регіони ITU та три лінії, що визначають кордони (разом із додатковою лінією)
- Визначення регіону згідно зі статтею 5 Регламенту радіозв’язку ITU